# Власенко, Илона Михайловна
Илона Михайловна Власенко (14 августа 1993, Владивосток) — российская футболистка, полузащитница клуба «Рязань-ВДВ».

## Биография

### Клубная карьера
Воспитанница футбольной школы «Звезда-2005» (Пермь), первый тренер — Марина Коломиец. В основном составе пермского клуба начала выступать в 2011 году и за четыре года сыграла 45 матчей в чемпионатах России. Чемпионка России 2014 года, в чемпионском сезоне сыграла 4 матча. Вице-чемпионка осеннего сезона 2013 года, обладательница Кубка России 2012 и 2013 годов.
В 2015 году перешла в клуб «Рязань-ВДВ». В первом сезоне была игроком стартового состава и провела 20 матчей, в двух последующих сезонах играла не так часто. Серебряный (2017) и бронзовый (2016) призёр чемпионата России.
В 2018 году вернулась в «Звезду-2005». В 2018 и 2020 годах со своим клубом завоевала бронзовые медали. Обладательница Кубка России 2018 и 2019 годов. Покинула «Звезду-2005» после окончания сезона 2023 и вернулась в «Рязань-ВДВ», но за сезон сыграла всего 2 матча из-за травмы.

### Карьера в сборной
Выступала за юношескую и молодёжную сборную России. В составе молодёжной сборной — участница финального турнира чемпионата Европы среди 19-летних 2011 года. В составе студенческой сборной России — участница Универсиады 2011 года в китайском Шэньчжэне.